# Гевгелийски квартал
Гевгелийският квартал или Гевгелийската махала, официално жилищен комплекс „Гевгелийски“, е квартал на българската столица София, разположен в северозападната част на града, част от район „Илинден“. Заема триъгълника, образуван от булевард „Царица Йоанна“, булевард „Вардар“ и улица „Богданци“.
Кварталът е основан след Първата световна война от българи бежанци от южномакедонския град Гевгели и Гевгелийско; земята на строеж е отпусната по предложение на Димитър Динев.

## Разположение
Гевгелийският квартал има триъгълна форма и е ограничен на юг от булевард „Царица Йоанна“, който го отделя от жилищния комплекс, „Западен парк“, на изток от булевард „Вардар“ и продължението му след неговия северен край, които го отделят от жилищния комплекс „Илинден“, и на север от улица „Богданци“ и железопътната линия „София-Перник“, от които започва Западният парк.

## История
След потушаването на Илинденско-Преображенското въстание през лятото на 1903 година и особено след Междусъюзническата (1913) и Първата световна война (1918), когато населените с българи земи на Македония остават под чужда власт, македонските българи масово се насочват към свободна България. Голяма част от тях се установяват в София, в западните ѝ покрайнини. Постепенно се формират кварталите от днешния район „Илинден“. Гевгелийският квартал е заселен главно с бежанци от Гевгели и други околни райони, а названията на улиците в него отразяват спомена за историята на родните им места. На улица „Попчево“, наречена на село Попчево, Струмишко, през 1931 година бежанците създават читалището „Роден край“, с пръв председател Кирил Манасиев. По улица „Мировци“ живеят бежанци от гевгелийското село Мировци (Миравци), други улици носят спомена за други македонски села: разложкото Бачево, Сехово, днес в Гърция, гевгелийското Богданци и други. На герои са наречени някои улици: улица „Иван Карасулийски“, улица „Сава Михайлов“ – войводи на ВМОРО, пресечната улица „Мачуково“ е на Мачуково, родното село на Сава Михайлов в Гевгелийско, „Константин Попандов“ е деец на БКП от Гевгелийско, и други.

## Транспорт
Основната транспортна артерия на квартала е булевард „Царица Йоанна“, по който минава автобус № 77, и на която се намира обслужващата квартала Метростанция „Вардар“ от първия диаметър (метролинии М1 и М4) на Софийското метро.

## Архитектура
Строителството в Гевгелийския квартал е предимно едропанелно (серии Бс-VIII-Сф и Бс-69-Сф), реализирано от края на 60-те до края на 80-те години на XX век, като има няколко блока ЕПК, малки тухлени блокчета от 60-те години, както и нови жилищни сгради.

## Образование
В квартала няма училища и детски градини. Най-близките училища са в кварталите „Света Троица“ и „Западен парк“. Най-близката болница е в квартал „Илинден“ – МБАЛ Национална кардиологична болница.
Най-близките училища са 3-то СОУ „Марин Дринов“, ПГТЕ „Хенри Форд“, 17-о СУ „Дамян Груев“, Професионалната гимназия по хранително-вкусови технологии „Проф. д-р Г. Павлов“ и 135-о СОУ „Ян Амос Коменски“.

## Улици и произход на имената им
| Път                   | Наречен на                                          | Местоположение |
| --------------------- | --------------------------------------------------- | -------------- |
| „Бачево“              | Бачево, село в Разложко                             | Карта          |
| „Богданци“            | Богданци, град в Гевгелийско, Северна Македония     | Карта          |
| „Българин“            | Българи, етническа група                            | Карта          |
| „Вардар“              | Вардар, река в Северна Македония и Гърция           | Карта          |
| „Гевгели“             | Гевгели, град в Северна Македония                   | Карта          |
| „Иван Карасулски“     | Иванчо Карасулията (1875 – 1905), революционер      | Карта          |
| „Константин Попандов“ | Костадин Каркалашев (1897 – 1937), революционер     | Карта          |
| „Мачуково“            | Мачуково, село в Гевгелийско, Гърция                | Карта          |
| „Мировци“             | Миравци, село в Гевгелийско, Северна Македония      | Карта          |
| „Попчево“             | Попчево, село в Струмишко, Северна Македония        | Карта          |
| „Сава Михайлов“       | Сава Михайлов (1877 – 1905), революционер           | Карта          |
| „Сехово“              | Сехово, село в Гевгелийско, Гърция                  | Карта          |
| „Царица Йоанна“       | Йоанна Българска (1907 – 2000), царица на българите | Карта          |